# Storvätteshågna
Storvätteshågna (samisch Gealta) ist ein Berg östlich des Ortes Grövelsjön und nördlich von Idre. Er befindet sich in der Gemeinde Älvdalen in der schwedischen Provinz Dalarnas län.
Mit einer Gipfelhöhe von 1204 m ö.h. ist es der höchste Berg des Landesteils Svealand und der höchste Berg von Dalarnas län beziehungsweise der historischen Provinz (landskap) Dalarna.
Er ist zu Fuß und für geübte Skilangläufer gut vom Wintersportort Lövåsen zu erreichen. Bei guten Verhältnissen reicht die Sicht vom Berg bis in das norwegische Grenzgebiet mit der 1460 moh. hohen Elgåhogna im Femundsmarka-Nationalpark und über den See Rogen in die Provinz Härjedalen hinein.
Auf dem Gipfelplateau des Berges liegt zudem ein See, der Santesonstjärnen.